# In 3D sinh học
In 3D sinh học là phương pháp sử dụng in 3D và kỹ thuật giống như in 3D kết hợp các tế bào, yếu tố sinh trưởng và vật liệu sinh học để chế tạo các bộ phận y sinh mà mô phỏng tối đa các đặc điểm mô tự nhiên. Nói chung, in 3D sinh học sử dụng phương pháp tạo từng lớp để chuyển vật liệu được gọi là mực sinh học để tạo ra các cấu trúc giống như mô mà sau đó được sử dụng trong các lĩnh vực kỹ thuật y tế và mô. In sinh học bao gồm một sử dụng một loạt các vật liệu sinh học.
Hiện nay, in sinh học có thể được sử dụng để in các mô và các cơ quan để giúp nghiên cứu thuốc và thuốc. Tuy nhiên, những đổi mới đang nổi lên kéo dài từ quá trình tái tạo tế bào của các tế bào hoặc ma trận ngoại bào được đưa vào lớp gel 3D theo từng lớp để tạo ra mô hoặc cơ quan mong muốn. Sự bùng nổ gần đây về tính phổ biến của in 3D là một minh chứng cho tiềm năng hứa hẹn của công nghệ này và những lợi ích tiềm tàng của nó trong nghiên cứu và y học tái sinh. Ngoài ra, in 3D sinh học đã bắt đầu kết hợp việc in ấn của giàn giáo. Những giàn giáo này có thể được sử dụng để tái tạo khớp và dây chằng.
Bằng sáng chế đầu tiên liên quan đến công nghệ này đã được nộp tại Hoa Kỳ vào năm 2003 và được cấp vào năm 2006.:1

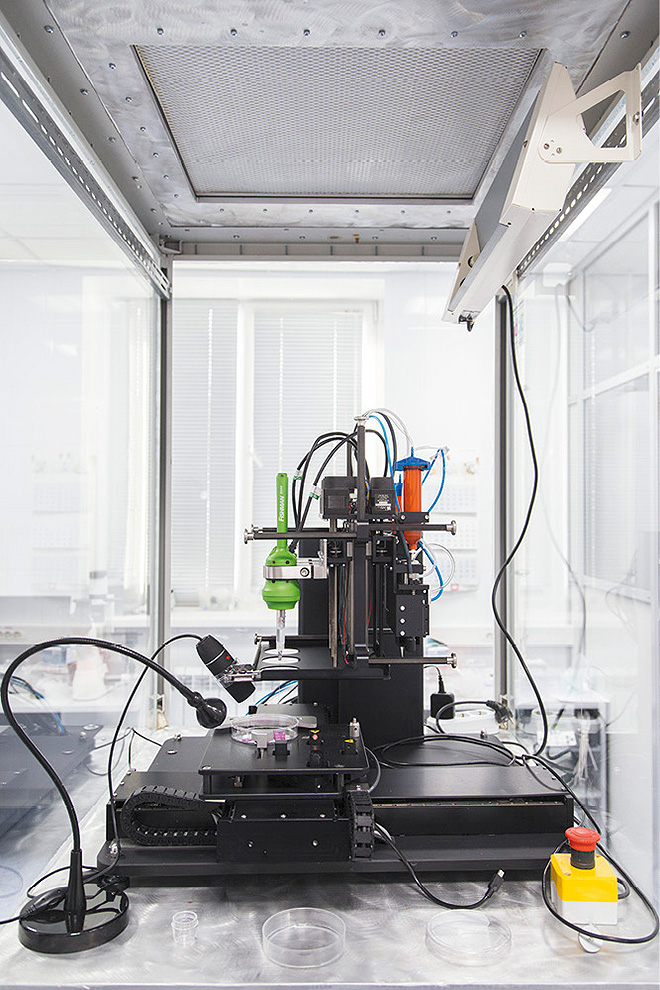
Một máy in 3D sinh học

## Phương pháp
In 3D sinh học thường theo ba bước, chuẩn bị, in, và hậu xử lý.

### Chuẩn bị
Chuẩn bị là quá trình tạo ra một mô hình mà sau này máy in sẽ tạo và chọn các vật liệu sẽ được sử dụng. Một trong những bước đầu tiên là thu thập sinh thiết của cơ quan. Các công nghệ phổ biến được sử dụng cho in sinh học là chụp cắt lớp vi tính (CT) và chụp cộng hưởng từ (MRI). Để in theo từng lớp, việc tái tạo cấu trúc chụp cắt lớp được thực hiện trên hình ảnh. Các hình ảnh 2D hiện tại sau đó được gửi đến máy in sẽ được thực hiện. Khi hình ảnh được tạo, các ô nhất định sẽ được tách biệt và nhân lên. Những tế bào này sau đó được trộn với một vật liệu hóa lỏng đặc biệt cung cấp oxy và các chất dinh dưỡng khác để giữ cho chúng sống. Trong một số quá trình, các tế bào được bọc trong thể hình cầu di động đường kính 500μm. Sự kết hợp của các tế bào này không đòi hỏi cấu trúc đỡ, và được yêu cầu để đặt trong phản ứng tổng hợp mô hình dạng ống cho các quá trình như đùn.:165

### In
Trong bước thứ hai, hỗn hợp chất lỏng của các tế bào, ma trận và các chất dinh dưỡng được gọi là Mực sinh học được đặt trong một hộp mực máy in và được gửi bằng cách quét y tế bệnh nhân. Khi tiền mô in sẵn được chuyển sang một lồng ấp, mô tiền tế bào này phát triển thành mô.
In 3D chế tạo cấu trúc sinh học thường liên quan đến việc phân phối các tế bào lên một cấu trúc đỡ tương thích sinh học bằng cách sử dụng phương pháp đắp từng lớp kế tiếp nhau để tạo ra các cấu trúc ba chiều giống như mô.* Các cơ quan nhân tạo như gan và thận được tạo ra bằng cách in 3D đã được chứng minh là thiếu các yếu tố quan trọng ảnh hưởng đến cơ thể như mạch máu hoạt động, ống thu nước tiểu và tăng trưởng hàng tỷ tế bào cần thiết cho các cơ quan này. Không có những thành phần này, cơ thể không có cách nào để có được các chất dinh dưỡng thiết yếu và oxy sâu bên trong chúng. Cho rằng mọi mô trong cơ thể được cấu tạo tự nhiên từ các loại tế bào khác nhau, nhiều công nghệ in các tế bào này khác nhau về khả năng đảm bảo tính ổn định và khả năng tồn tại của các tế bào trong quá trình sản xuất. Một số phương pháp được sử dụng để tạo bản in 3D các tế bào là quang khắc, in sinh học từ tính, stereolithography và đùn tế bào trực tiếp.:196

### Hậu xử lí
Quá trình hậu xử lý giúp tạo ra một cấu trúc ổn định từ vật liệu sinh học. Nếu quá trình này không được duy trì tốt, tính toàn vẹn và chức năng cơ học của vật thể in 3D có nguy cơ. Để duy trì đối tượng, cần kích thích cả cơ học và hóa học. Những kích thích này gửi tín hiệu đến các tế bào để kiểm soát sự tu sửa và sinh trưởng của các mô. Ngoài ra, trong những phát triển gần đây, công nghệ lồng ấp sinh học đã cho phép sự sinh trưởng nhanh chóng của các mô, mạch máu của mô và khả năng sống sót sau cấy ghép.
Buồng phản ứng sinh học giúp vận chuyển đối lưu chất dinh dưỡng, tạo ra môi trường trọng lực nhỏ, thay đổi áp suất gây ra dòng chảy qua các tế bào, hoặc thêm nén cho tải trọng động hoặc tĩnh. Mỗi loại buồng phản ứng sinh học là lý tưởng cho các loại mô khác nhau, ví dụ như lò phản ứng sinh học nén là lý tưởng cho mô sụn.:198

## Phương pháp in sinh học
Các nhà nghiên cứu trong lĩnh vực này đã phát triển phương pháp tiếp cận để sản xuất các cơ quan sống được xây dựng với các tính chất sinh học và cơ học thích hợp. In sinh học 3D dựa trên ba phương pháp tiếp cận chính: Biomimicry, tự lắp ráp và khối mô nhỏ.

### Biomimicry
Cách tiếp cận đầu tiên của in sinh học được gọi là biomimicry (tạm dịch: bắt chước sinh học). Mục tiêu chính của phương pháp này là tạo ra các cấu trúc được chế tạo giống hệt với cấu trúc tự nhiên được tìm thấy trong các mô và cơ quan trong cơ thể con người. Biomimicry đòi hỏi phải sao chép hình dạng, khuôn khổ và vi môi trường của các cơ quan và mô. Ứng dụng của biomimicry trong in sinh học liên quan đến việc tạo ra cả hai tế bào giống hệt nhau và các bộ phận ngoại bào của các cơ quan. Đối với phương pháp này để thành công, các mô phải được nhân rộng trên một quy mô nhỏ. Do đó, cần hiểu môi trường vi mô, bản chất của các lực sinh học trong môi trường vi mô này, sự tổ chức chính xác của các loại tế bào chức năng và hỗ trợ, các yếu tố hòa tan và thành phần của ma trận ngoại bào.

### Tự lắp ráp
Cách tiếp cận thứ hai của in sinh học là tự lắp ráp. Cách tiếp cận này dựa vào quá trình phát triển cơ thể của phôi thai như là một mô hình để tái tạo các mô liên quan. Khi các tế bào trong sự phát triển ban đầu của chúng, chúng tạo ra khối xây dựng ma trận ngoại bào của riêng chúng, tín hiệu tế bào thích hợp, và sắp xếp độc lập và tạo mẫu để cung cấp các chức năng sinh học và kiến trúc vi mô cần thiết. Tự lắp ráp tự yêu cầu thông tin cụ thể về các kỹ thuật phát triển của các mô và cơ quan của phôi thai. Có một mô hình "không có cấu trúc đỡ" sử dụng các thể cầu tự lắp ráp mà các đối tượng để hợp nhất và sắp xếp tế bào giống như các mô phát triển. Tự lắp ráp tự động phụ thuộc vào tế bào như là trình điều khiển cơ bản của sự phát sinh mô, hướng dẫn các khối xây dựng, tính chất cấu trúc và chức năng của các mô này. Nó đòi hỏi một sự hiểu biết sâu hơn về cách các cơ chế mô phôi phát triển cũng như môi trường vi mô bao quanh để tạo ra các mô sinh học.

### Mô nhỏ
Cách tiếp cận thứ ba của việc in sinh học là sự kết hợp cả phương pháp tiếp cận sinh học và tự lắp ráp, được gọi là các mô nhỏ. Các cơ quan và mô được xây dựng từ các thành phần chức năng rất nhỏ. Phương pháp tiếp cận mô nhỏ có những mảnh nhỏ, sản xuất và sắp xếp chúng thành khung lớn hơn. Cách tiếp cận này sử dụng hai chiến lược khác nhau. Chiến lược đầu tiên là khi tự lắp ráp các ô hình cầu được sắp xếp thành các mô có kích thước lớn bằng cách sử dụng các thiết kế tự nhiên làm hướng dẫn. Chiến lược thứ hai là khi thiết kế chính xác, chất lượng cao, tái tạo mô và cho phép chúng tự lắp ráp thành mô chức năng có quy mô lớn. Sự pha trộn của các chiến lược này là cần thiết để in một cấu trúc sinh học phức tạp ba chiều.

## Máy in
Akin cho các máy in mực thông thường, các máy in sinh học có ba bộ phận chính. Đây là phần cứng được sử dụng, loại mực in sinh học và vật liệu được in trên (vật liệu sinh học).
"mực sinh học là một vật liệu được làm từ các tế bào sống hoạt động giống như một chất lỏng, cho phép mọi người "in" nó để tạo ra một hình dạng mong muốn. Để tạo ra mực in sinh học, các nhà khoa học tạo ra một loạt các tế bào có thể được nạp vào một hộp mực và được đưa vào một máy in được thiết kế đặc biệt, cùng với một hộp mực khác có chứa một loại gel gọi là giấy sinh học." Tiềm năng sử dụng cho mực in sinh học bao gồm việc tạo ra các tấm da cho ghép da và mô mạch máu để thay thế tĩnh mạch và động mạch.
Trong in sinh học, có ba loại máy in chính đã được sử dụng. Đó là máy in phun, có laser hỗ trợ và đùn. Máy in phun chủ yếu được sử dụng để in sinh học cho các sản phẩm có quy mô lớn và in nhanh. Một loại máy in phun, được gọi là máy in phun theo yêu cầu, in tài liệu với số lượng chính xác, giảm thiểu chi phí và chất thải. Máy in sử dụng laser cung cấp độ phân giải cao; tuy nhiên, các máy in này thường đắt tiền. Máy in phun in các tế bào theo từng lớp, giống như in 3D để tạo các cấu trúc 3D. Ngoài các tế bào, máy in phun cũng có thể sử dụng hydrogel truyền với tế bào.

## Các ứng dụng
Organovo có trụ sở tại San Diego, một "công ty sản xuất thuốc tái sinh giai đoạn đầu", là công ty đầu tiên thương mại hóa công nghệ sinh học 3D.:1 Công ty sử dụng công cụ Bioprinter NovoGen MMX để tạo bản in 3D. Máy in được tối ưu hóa để có thể in mô da, mô tim và mạch máu trong số các mô cơ bản khác có thể thích hợp cho điều trị phẫu thuật và cấy ghép. Tương tự như vậy, một nhóm nghiên cứu tại Đại học Swansea ở Anh đang sử dụng công nghệ sinh học để sản xuất mô mềm và xương nhân tạo để sử dụng cuối cùng trong phẫu thuật tái tạo. Công nghệ sinh học cuối cùng sẽ được sử dụng để tạo ra các bộ phận cơ thể người đầy đủ chức năng cho cấy ghép và nghiên cứu thuốc, điều này sẽ cho phép cấy ghép nội tạng hiệu quả hơn và các loại thuốc hiệu quả hơn an toàn hơn.

### Những tiến bộ khác
Cũng như được sử dụng để phát triển các cơ quan, công nghệ sinh học mới này cũng đang được sử dụng để tạo ra da cho chân tay giả và cho ghép da. Bằng cách lấy một vài tế bào da sống và áp dụng công nghệ sinh học, chân tay có thể được thiết kế trên máy tính. Các đối tượng, chẳng hạn như một bộ phận chân tay giả, có thể được tùy chỉnh để phù hợp với nhu cầu của người cụt hoặc một bệnh nhân cần cấy ghép. Máy in sinh học 3D sẽ in ra các vật thể này bằng cách sử dụng công nghệ nano, theo từng lớp, trong vòng chưa tới một giờ.
Đầu năm 2015, các kỹ thuật in 3-D được mở rộng với các vật liệu như graphene, một vật liệu sở hữu các đặc tính độc đáo như độ bền cao, chứ không chỉ là chất dẻo. Các nhà nghiên cứu đã chứng minh rằng việc in graphene bằng cách sử dụng kỹ thuật micropipette để tạo ra các cấu trúc nano là có thể. Cấu trúc nano và cấu trúc graphene được in có thể tạo ra các đối tượng khác nhau, bao gồm kiến trúc và cấu trúc dệt. Sử dụng  máy tính, các nhà khoa học và chăm sóc sức khỏe có thể chụp X-quang và lấy mẫu từ một bệnh nhân để tái tạo một bộ phận giả cụ thể được tùy chỉnh để phù hợp với bệnh nhân. Điều này cho phép các bộ phận giả được thoải mái hơn và hoạt động tự nhiên hơn. Trong tương lai, công nghệ này sẽ thay đổi bộ mặt về y học và sản xuất. Công nghệ này có tiềm năng lớn cho các công nghệ NBIC (nano-, sinh học, thông tin và nhận thức) để đưa ra những tiến bộ trong y học và trong các thủ thuật phẫu thuật giúp tiết kiệm thời gian, chi phí và tạo ra nhiều cơ hội thuận lợi hơn cho bệnh nhân và các chuyên gia chăm sóc sức khỏe.
Vào tháng 10 năm 2016, các nhà nghiên cứu Harvard đã in 3D trái tim đầu tiên trên thế giới với các cảm biến tích hợp. Thiết bị, là một hệ vi sinh lý, mô phỏng hành vi của mô người và là tinh vi nhất của các cơ quan dựa trên chip - bao gồm phổi, lưỡi và ruột -được xây dựng bởi nhóm. Việc phát triển thêm phương pháp organ-on-chip cũng có thể làm giảm sự phụ thuộc của chúng tôi vào việc thử nghiệm các phương pháp điều trị y tế trên động vật.
Vào năm 2017, Tom Kamperman và cộng sự đã nghĩ ra một cách để tăng tốc độ in sinh học 3D bằng cách sử dụng 2 chất lỏng được trộn lẫn với nhau.

## Tác động
In 3D sinh học góp phần đáng kể tiến bộ trong lĩnh vực y tế của kỹ thuật mô bằng cách cho phép nghiên cứu được thực hiện trên vật liệu sáng tạo được gọi làvật liệu sinh học. Vật liệu sinh học là vật liệu được điều chỉnh và sử dụng để in các vật thể ba chiều. Một số chất sinh học đáng chú ý nhất thường mạnh hơn các vật liệu cơ thể trung bình, bao gồm mô mềm và xương. Những thành phần này có thể hoạt động như những chất thay thế trong tương lai, thậm chí là những cải tiến, cho các vật liệu cơ thể ban đầu. Ví dụ, alginate là một polymer i-ông âm với nhiều hệ quả y sinh bao gồm tính khả thi, khả năng tương thích sinh học mạnh, độc tính thấp và khả năng cấu trúc mạnh hơn so với một số vật liệu kết cấu của cơ thể. Hydrogel tổng hợp cũng phổ biến, bao gồm gel gốc PV. Sự kết hợp của axit với một liên kết ngang dựa trên tia cực tím dựa trên tia UV đã được đánh giá bởi Viện Y khoa Wake Forest và được xác định là một vật liệu sinh học phù hợp. Các kỹ sư cũng đang khám phá các tùy chọn khác như in các kênh vi mô có thể tối đa hóa sự khuếch tán các chất dinh dưỡng và oxy từ các mô lân cận Ngoài ra, Cơ quan giảm thiểu mối đe dọa quốc phòng in các cơ quan nhỏ như tim, gan và phổi, các bộ phận tiềm năng để thử nghiệm các loại thuốc mới chính xác hơn và có thể loại bỏ việc thử nghiệm trên động vật.